# Nastya Sten
Nastya 'Sten' Stepanova (Argentina, 22 de marzo de 1995) es una modelo rusa.
Nastya Sten comenzó a modelar a los 17 años. Su primer trabajo serio fue para el evento de Proenza Schouler de primavera/verano 2014 en la New York Fashion Week. Esa misma temporada desfiló para Acne Studios, Aquilano.Rimondi, Alexander McQueen, Bottega Veneta, Carven, Cédric Charlier, Céline, Jil Sander, John Galliano, Louis Vuitton, Miu Miu, Nina Ricci, Prada, Roberto Cavalli, Yves Saint Laurent, Sonia Rykiel y Sportmax.
Otoño/Invierno 2014-15 fue la temporada de despegue de Sten. Tomó parte de 63 eventos, 4 abiertos y 2 cerrados por ella. Desfiló para 3.1 Phillip Lim, Acne Studios, Alberta Ferretti, Alexander McQueen, Altuzarra, Ann Demeulemeester, Antonio Berardi, Aquilano.Rimondi, Bottega Veneta, Bouchra Jarrar, Calvin Klein, Carven, Cédric Charlier, Céline, Chanel, Christopher Kane, Coach, Costume National, Diane von Furstenberg, DKNY, Dolce & Gabbana, Donna Karan, Dries Van Noten, EDUN, Elie Saab, Emanuel Ungaro, Emilio Pucci, Emporio Armani, Esteban Cortazar, Fendi, Francesco Scognamiglio, Gareth Pugh, Giambattista Valli, Giles, Giorgio Armani, Givenchy, Gucci, Haider Ackermann, Helmut Lang, Hermès, Hugo Boss, Hussein Chalayan, Iris van Herpen, J. Mendel, J.W. Anderson, Jean Paul Gaultier, Jil Sander, Jill Stuart, John Galliano, Joseph, Kenzo, La Perla, Lacoste, Jeanne Lanvin, Louis Vuitton, Maison Margiela, Marc by Marc Jacobs, Marchesa, Marni, Mary Katrantzou, Max Mara, Michael Kors, Missoni, Miu Miu, Narciso Rodriguez, Nina Ricci, No. 21, Opening Ceremony, Paul Smith, Peter Pilotto, Peter Som, Philipp Plein, Ports 1961, Prabal Gurung, Prada, Preen by Thornton Bregazzi, Pringle of Scotland, Proenza Schouler, Public School, Richard Nicoll, Roberto Cavalli, Rochas, Rodarte, Sacai, Yves Saint Laurent, Elsa Schiaparelli, Sibling, Sonia Rykiel, Sportmax, Suno, Thakoon, Tommy Hilfiger, Topshop, Tory Burch, Valentino, Vera Wang, Véronique Leroy, Versace, Victoria Beckham, Vionnet.
Nastya Sten apareció en editoriales de AnOther, CR Fashion Book, Dazed & Confused, GARAGE, Heroine Magazine, i-D, Interview, The Last Magazine, LOVE , Numéro, Russh, V, Vogue Reino Unido, Vogue Brasil, Vogue Italia, Vogue Japón, Vogue Rusia and graced the covers of Glass Magazine, Numéro China, Vogue Rusia, Vogue Turquía y Harper’s Bazaar Reino Unido. Para la portada de Vogue Rusia posó junto a su amiga Sasha Luss.
En 2014, Nastya se volvió el rostro de tres marcas: Dolce & Gabbana, Prada e Yves Saint Laurent. También fue el rostro de la campaña de Berardi, ICB, Iodice y Sportmax.